# Hermelinda Lopes
Hermelinda de Almeida Lopes (Mossoró, 31 de outubro de 1945 – Rio de Janeiro, 1 de abril de 2023) foi uma cantora e compositora brasileira. Iniciou sua carreira musical no Trio Mossoró, que formou com os irmãos Carlos André e João Mossoró no final da década de 1950. Faleceu vítima de infarto no Rio de Janeiro, cidade onde morava há algumas décadas.

## Discografia

### Discografia com o Trio Mossoró
- Carcará - Orós, 1965.
- Quem Foi Vaqueiro, 1965.
- De Norte A Sul, 1966.
- Convocação, 1967.
- Terra De Santa Luzia, 1967.
- Tem Mais Gente, 1973.
- Forró Do Velho Inacio, 1975.
- Forró do Mexe Mexe, 1977.

### Discografia como Ana Paula
- Perdidamente apaixonada Vol. 2, 1978 (Tapecar • LP)
- Perdidamente apaixonada, 1977 (Tapecar • LP)

### Discografia como Hermelinda
- Forró verdadeiro, 1986 (Gel/Chantecler • LP)
- Meu jeitinho de amar, 1987 (Chantecler • LP)
- Vou bulir com tu, 1988 (Gel/Chantecler • LP)
- Vem me ver, 1989 (Gel/Chantecler • LP)

## Prêmiações
- Troféu Gonzagão, 2018.[3]
- Euterpe-65, 1965.